# Salman Khalil
Salman Khalil (* 14. Juni 2005 in Kairo) ist ein ägyptischer Squashspieler.

## Karriere
Bei den Junioren wurde Salman Khalil 2022 mit der Mannschaft Vizeweltmeister. 2023 erreichte er im Einzel das Halbfinale, in dem er gegen den späteren Gewinner Mohamad Zakaria ausschied. Khalil spielte 2022 erstmals und seit 2025 professionell auf der PSA Squash Tour. Auf dieser gewann er bislang vier Titel. Dabei sicherte er sich in der Saison 2024/25 seinen ersten Titelgewinn im April 2024 in Plano. Im Mai und Juni 2025 folgten zwei weitere Turniersiege in Toronto und Guatemala-Stadt. Seine beste Platzierung in der Weltrangliste erreichte er mit Rang 80 am 11. August 2025.
Khalil studiert seit 2023 an der University of Pennsylvania, für die er auch im College Squash aktiv ist. Er wurde 2025 College-Meister im Einzel.

## Erfolge
- Gewonnene PSA-Titel: 4